# Fátima (Bahía)
Fátima es un municipio brasilero del estado de Bahía . Se localiza a una latitud 10º36'00" sur y a una longitud 38º13'00" oeste, estando a una altitud de 100 metros. Su población estimada en 2009 era de 20.603 habitantes.
Fátima es una pequeña ciudad, que tiene como característica principal la hospitalidad de sus moradores, con su fiesta del Frijol, donde se puede encontrar turistas de varias partes del Brasil, de gran importancia para los sergipanos.